# Санчова дупка
Санчова дупка е пещера в землището на село Борино, област Смолян.

## Обща информация
Санчова дупка е открита от членовете на Чепеларския пещерен клуб през 1965 г., но след това, по време на международна пещерна експедиция през 1966 г., е проучена повторно от друг чуждестранен екип. Тя е най-младата пещера в този подрайон. Предполагаемата възраст на пещерата е младо-плейстоценска. От централната зала, която е с размери 10 – 12 m, се обособяват две галерии. В двата участъка се намират сравнително по-големи зали с размери средно от около 20 – 30 m.
Подът на централната зала е покрит с големи блокове, различни по възраст, морфология и тектоника. Галерията, която се отделя от северозападния край на пещерата, въвежда в северната част. Тази галерия свързва последователно три огромни зали, чиито подове са покрити плътно с огромни блокове, вероятно с тектонски произход. Най-южната от залите е с размери 27 – 32 m. От югоизточния ѝ край започва тясна 150-метрова галерия, с вторични карстови форми. Там ясно се виждат няколко нива на водата. Южната част на галерията опира в гравитационни блокове, при което се чувства силно течение. Предполага се за връзка на галерията с други галерии на пещерата или с други пещери.